# Madalena (Amarante)
Madalena is een plaats (freguesia) in de Portugese gemeente Amarante en telt 1 864 inwoners (2001).